# Neospintharus fur
Neospintharus fur är en spindelart som först beskrevs av Friedrich Wilhelm Bösenberg och Embrik Strand 1906.  Neospintharus fur ingår i släktet Neospintharus och familjen klotspindlar. Inga underarter finns listade i Catalogue of Life.